# Brixia bemanavyensis
Brixia bemanavyensis är en insektsart som beskrevs av Synave 1965. Brixia bemanavyensis ingår i släktet Brixia och familjen kilstritar. Inga underarter finns listade i Catalogue of Life.